# (282897) Kaltenbrunner
(282897) Kaltenbrunner est un astéroïde de la ceinture principale.

## Description
(282897) Kaltenbrunner est un astéroïde de la ceinture principale. Il fut découvert le 15 avril 2007 à Altschwendt par Wolfgang Ries. Il présente une orbite caractérisée par un demi-grand axe de 2,37 UA, une excentricité de 0,13 et une inclinaison de 2,6° par rapport à l'écliptique.

## Compléments